# جيم هامبي
جيم هامبي (بالإنجليزية: Jim Hamby)‏ هو لاعب كرة قاعدة أمريكي، ولد في 29 يوليو 1897 في ويلكسبورو في الولايات المتحدة، وتوفي في 21 أكتوبر 1991 في سبرينغفيلد في الولايات المتحدة.

## وصلات خارجية
- جيم هامبي على موقعبيزبول رفرنس.كوم (الدوري الرئيسي) (الإنجليزية)
- جيم هامبي على موقعبيزبول رفرنس.كوم (الدوري الثانوي) (الإنجليزية)
- جيم هامبي على موقع مشجعي الرسوم البيانية (الإنجليزية)